# Fernando Arcega
Fernando Arcega Aperte (Zaragoza, España, 3 de septiembre de 1960) es un exjugador de baloncesto español. Jugaba de alero. El 12 de junio de 1996 el CB Zaragoza retiró su camiseta con el número 6 que cuelga en el pabellón Príncipe Felipe. Es hermano de los también jugadores de baloncesto José Ángel y Joaquín Arcega Aperte y tío de JJ Arcega-Whiteside, jugador de fútbol americano. Empezó su carrera en el baloncesto en 1976 y se retiró en 1995.

## Selección nacional
Fue internacional con la Selección de baloncesto de España en 121 ocasiones.

## Clubes
- Centro Natación Helios (1979-1981)
- Club Baloncesto Zaragoza  (1982-1995)

## Títulos

### Campeonatos nacionales
- Copa del Rey (1984,   1990)

### Campeonatos internacionales
- Medalla de plata en el Campeonato Europeo de Baloncesto Masculino Junior de 1978 disputado en Roseto.
- Medalla de plata en el Eurobasket de Nantes en 1983
- Medalla de plata en los Juegos Olímpicos de Los Ángeles 84
- Medalla de bronce en el Eurobasket de Roma en 1991